# 落合峠
落合峠（おちあいとうげ）は、徳島県三好市東祖谷落合にある徳島県道44号三加茂東祖谷山線の峠。標高約1,519m。にし阿波お勧めビューポイント100選選定。

## 地理
峠道は吉野川流域の平野部から桟敷峠を越え、東祖谷落合深渕を経由して、この峠から祖谷の谷へ下る重要な道であった。山里に住む人々の雨乞いの場所である「雲の山」や、黒いヘビが住んだという「あおばあさん」の伝説が残る。
旧道には地蔵尊4基、大師像と不動明王像各1基があったが、県道開通時に廃道となったため半数が移転したという。大歩危橋東詰めの墓地に移転された寛政11年（1799年）の銘がある地蔵尊は道標を兼ねたもので、「諸人無難是より里谷峠三十五丁半」と刻まれており峠が「里谷峠」と呼ばれていたことを示す貴重な資料となっている。
東方の矢筈山と西方の烏帽子山との間にある広い平地の峠で、シコクザサの群落がみられる。展望がよく、南側の直下に避難小屋と水場があり、年間を通じて登山者も多い。
2019年に第10回を迎えた自転車レース「自転車王国とくしま ツール・ド・にし阿波」には、「落合峠チャレンジコース」や「剣山・落合峠鬼脚コース」が設けられている。

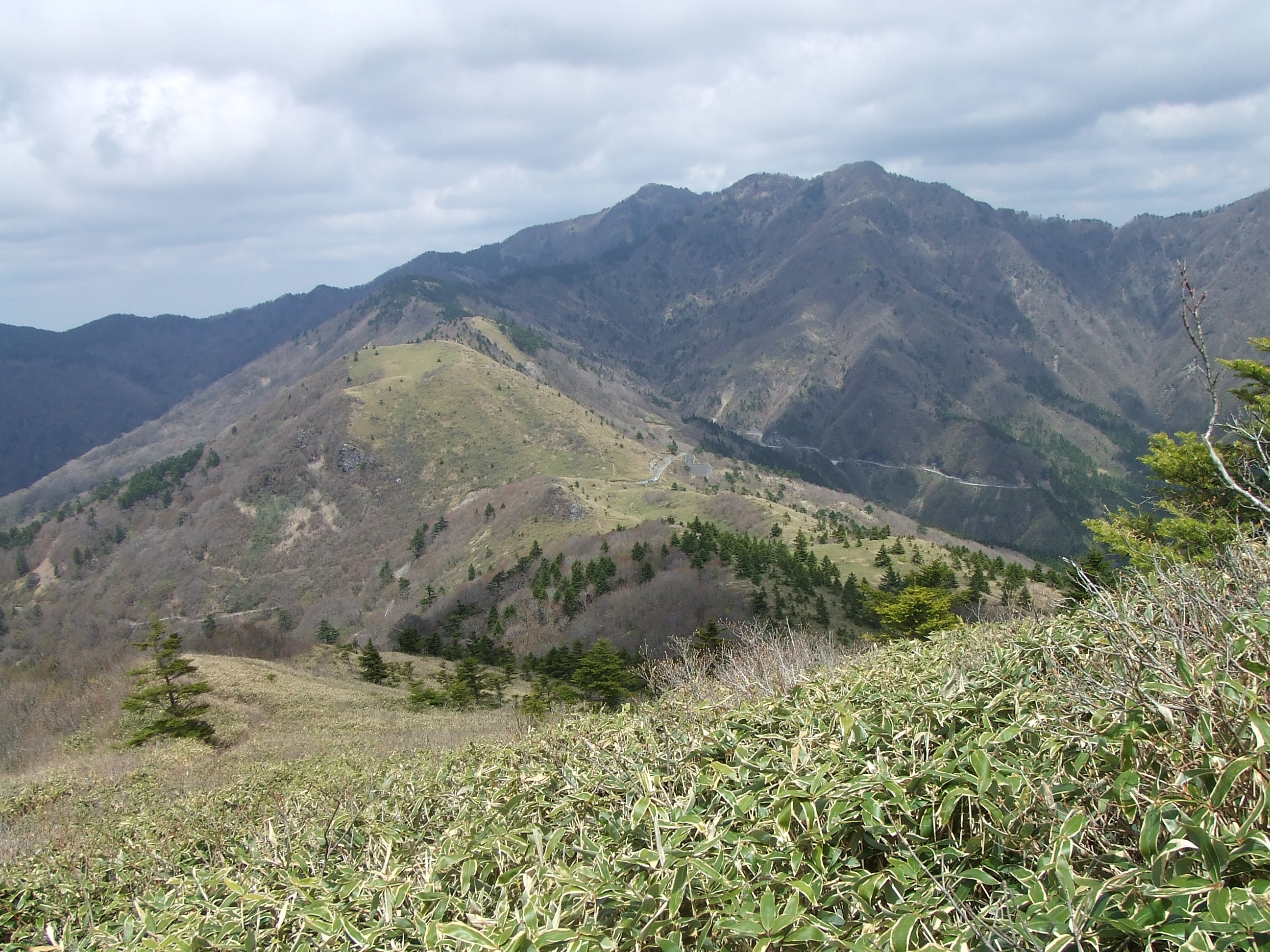
中央付近に落合峠。奥は矢筈山など